# تپه دستک علیا ۳
تپه دستک علیا ۳ مربوط به عصر مس - دوره ایلخانی است و در شهرستان سرپل ذهاب، بخش مرکزی، دهستان حومه سرپل، ۴۰۰ متری شمال روستای دستک علیا واقع شده و این اثر در تاریخ ۲۶ اسفند ۱۳۸۷ با شمارهٔ ثبت ۲۵۷۱۹ به‌عنوان یکی از آثار ملی ایران به ثبت رسیده است.